# Abbaye Sankt Georgenberg de Worms
L'abbaye Sankt Georgenberg était une abbaye bénédictine sur le Georgenberg, au nord de Worms-Pfeddersheim, localité qui est devenue un quartier de Worms en 1969. 

## Histoire
L'abbaye de Gorze fondée en 750 reçoit, selon le cartulaire de 1154, grâce à l'évêque Chrodegang de Metz, en 754 et 765 des biens dans le Wormsgau, notamment à Flomersheim et une église et un manoir à Pfeddersheim. L’année 754 est donc également considérée comme la date de la première mention écrite de Pfeddersheim, bien que des doutes subsistent quant à l’exactitude des années de dons, qui ne sont mentionnés que 400 ans plus tard. En l'an 793, une dotation de biens à Dalsheim à l'abbaye de Gorze comprenant l'église Sainte-Marie de Pfeddersheim est certainement prouvée.
Les premiers moines de Pfeddersheim sont probablement des bénédictins de Gorze. L'abbaye fonde un prieuré, du moins une institution moins importante qu'une abbaye. On croit généralement que la fondation date du Xe siècle, mais le prieuré n'est tangible qu'à partir de 1173.
Le monastère se situe sur le Georgenberg, au nord de Pfeddersheim, juste au-dessus des remparts de la ville. La chapelle est consacrée à Saint Jean-Baptiste et son doyen (le supérieur) a le droit de patronage de l'église paroissiale Sainte-Marie de Pfeddersheim. Il exerce les mêmes droits pour l'église Saint-Gorgon de Flomersheim (devenu Saint-Étienne).
En 1400, le chantre Colin de l'église Saint-Paul de Worms fait don à Pfeddersheim d'un autel en croix pour la chapelle Sainte-Marie de l'abbaye de St. Georgenberg. Colin est le neveu du prévôt de la cathédrale de Worms, Conrad de Gelnhausen, premier chancelier de l'université de Heidelberg.
Pendant la guerre des paysans du Palatinat, la bataille de Pfeddersheim a lieu en juin 1525. Dans la phase finale, les paysans rebelles se retranchent dans le monastère de St. Georgenberg et sont donc abattus.
À l'installation de la Réforme, le palatinat du Rhin dissout le monastère et prend la propriété de la terre et la pente de son vignoble de Pfeddersheim. L'annulation officielle est faite en 1550, les bâtiments du Georgenberg sont vidés selon les archives de la ville de Worms en 1543-1544.
Le seul vestige de l'abbaye St. Georgenberg est un cercueil en pierre datant de l'an 1000 environ, découvert en 1981. Il est maintenant devant la mairie de Pfeddersheim.